# Пассейик (округ)
Округ Пассе́йик (англ. Passaic County) — округ штата Нью-Джерси, США. Занимает площадь 510.5 км². Согласно переписи населения 2020 года, в округе Пассейик проживало 524 118 человек. По оценке Бюро переписи населения США, к 2009 году население увеличилось на 0,3 %, до 491 778 человек. Пассейик является частью так называемой Нью-Йоркской агломерации. Крупнейшим населённым пунктом округа является Патерсон, в котором располагается административный центр округа.

## Достопримечательности
- Клинтон-роуд — дорога с паранормальными явлениям в тауншипе Уэст-Милфорд[англ.].